# Marcus Terentius Varro Lucullus
Pour les articles homonymes, voir Licinius Lucullus et Terentius Varro.
Marcus Terentius Varro Lucullus (né en 116 av. J.-C., mort vers 56 av. J.-C.) était un homme politique romain.

## Biographie
Frère cadet du célèbre Lucius Licinius Lucullus, était un partisan de Sylla et fut consul de la République romaine en 73 av. J.-C.. Comme proconsul de Macédoine en 72 av. J.-C., il battit la tribu thrace des Bessi et avança jusqu’au Danube et jusqu’à la côte ouest de la Mer Noire. Il fut également engagé de manière marginale dans la Troisième Guerre servile (aussi connue comme Guerre de Spartacus).
Né Marcus Licinius Lucullus il prit le nom de Marcus Terentius Varro Luculus à la suite de son adoption par Aulus Terentius Varro il était de la famille de Caius Terentius Varro, consul en -216, Marcus Terentius Varro.